# Alejandro Fernández (Footballspieler)
Alejandro Fernández Nieto (geb. 30. November 2001 in Rivas-Vaciamadrid, Spanien) ist ein spanischer American-Football-Spieler. Er wird hauptsächlich als Edge Rusher eingesetzt. In der Saison 2023 war er bei Rhein Fire unter Vertrag und gewann mit der Mannschaft die Meisterschaft der European League of Football.

## Karriere
Fernández begann mit dem Football in der Jugend von Osos Rivas. 2019 wurde er in die U18-Auswahl Europe Warriors berufen. Im folgenden Jahr spielte er am mexikanischen Junior College Escuela Superior de Ingeniería Mecánica y Eléctrica Zacatenco in Mexiko-Stadt und wurde für 2021 von den Burros Blancos Zacatenco am Instituto Politécnico Nacional verpflichtet. Stattdessen spielte er für die Barcelona Dragons in der neu gegründeten European League of Football (ELF). In der ersten Saison war er nur in sieben von zehn Spielen Starter. In der Saison 2022 wurde er fester Starter der Dragons und hatte mit 15,5 Sacks die zweitmeisten Sacks der Liga. Er wurde ins First All-Star-Team berufen und zog mit den Dragons ins Halbfinale ein. In diesem Jahr wurde er auch in das NFL International Combine eingeladen.
Zur Saison 2023 wechselte Fernández als Importspieler zu Rhein Fire. Mit elf Sacks hatte er erneut die zweitmeisten Sacks der Liga. Fire gewann die Meisterschaft ohne Niederlage, Fernández selbst aber verletzte sich nach der regulären Saison und kam in den Playoffs nicht mehr zum Einsatz. Im Anschluss wurde er in das Second All-Star-Team berufen.
Die neu gegründete Franchise Madrid Bravos stellte Fernández Anfang Dezember 2023 als Spieler für die Saison 2024 vor. Aufgrund einer Verletzung konnte er allerdings nur drei Spiele absolvieren.

## Statistiken
| Jahr                           | Team              | Spiele | Tackles | Tackles | Tackles | Tackles | Tackles | Interceptions | Interceptions | Interceptions | Interceptions | Fumbles | Fumbles | Fumbles |
| Jahr                           | Team              | Spiele | Total   | Solo    | Ast     | TFL     | Sack    | BrUp          | INT           | Yds           | TD            | FF      | FR      | TD      |
| ------------------------------ | ----------------- | ------ | ------- | ------- | ------- | ------- | ------- | ------------- | ------------- | ------------- | ------------- | ------- | ------- | ------- |
| European League of Football    |                   |        |         |         |         |         |         |               |               |               |               |         |         |         |
| 2021                           | Barcelona Dragons | 9      | 30      | 20      | 10      | 9,5     | 5,0     | 2             | 0             | 0             | 0             | 1       | 2       | 0       |
| 2022                           | Barcelona Dragons | 12     | 40      | 35      | 5       | 21,5    | 15,5    | 2             | 1             | 47            | 1             | 7       | 3       | 0       |
| 2023                           | Rhein Fire        | 12     | 36      | 22      | 14      | 18,5    | 11,0    | 1             | 1             | 55            | 1             | 1       | 0       | 0       |
| 2024                           | Madrid Bravos     | 2      | 6       | 4       | 2       | 2       | 0       | 0             | 0             | 0             | 0             | 0       | 0       | 0       |
| ELF Gesamt                     | ELF Gesamt        | 33     | 112     | 81      | 31      | 51,5    | 31,5    | 5             | 2             | 102           | 2             | 9       | 5       | 0       |
| Quelle: sportsmetrics.football |                   |        |         |         |         |         |         |               |               |               |               |         |         |         |

| Jahr                           | Team              | Spiele | Tackles | Tackles | Tackles | Tackles | Tackles | Interceptions | Interceptions | Interceptions | Interceptions | Fumbles | Fumbles | Fumbles |
| Jahr                           | Team              | Spiele | Total   | Solo    | Ast     | TFL     | Sack    | BrUp          | INT           | Yds           | TD            | FF      | FR      | TD      |
| ------------------------------ | ----------------- | ------ | ------- | ------- | ------- | ------- | ------- | ------------- | ------------- | ------------- | ------------- | ------- | ------- | ------- |
| European League of Football    |                   |        |         |         |         |         |         |               |               |               |               |         |         |         |
| 2022                           | Barcelona Dragons | 1      | 3       | 0       | 3       | 0       | 0       | 1             | 0             | 0             | 0             | 0       | 0       | 0       |
| 2024                           | Madrid Bravos     | 1      | 3       | 1       | 2       | 1       | 0       | 1             | 0             | 0             | 0             | 0       | 0       | 0       |
| ELF Gesamt                     | ELF Gesamt        | 2      | 6       | 1       | 5       | 1       | 0       | 2             | 0             | 0             | 0             | 0       | 0       | 0       |
| Quelle: sportsmetrics.football |                   |        |         |         |         |         |         |               |               |               |               |         |         |         |